# شهرستان کاباروس
شهرستان کاباروس (به انگلیسی: Cabarrus County) یک منطقهٔ مسکونی در ایالات متحده آمریکا است که در کارولینای شمالی واقع شده‌است. شهرستان کاباروس ۹۴۲٫۷۶ کیلومتر مربع مساحت دارد.